# اللغة البندقية
اللغة البِنِدُقية أو الفينيسية (البندقية: łengoa/łengua vèneta، أو البندقية: vèneto) هي لغة رومنسية يتحدث بها 3.9 مليون شخص كلغة أم معظمهم في منطقة فينيتو بإيطاليا. كما يمكن لخمسة ملايين نسمة تقريباً فهمها. تتحدث أحياناً خارج فينيتو أو يمكن فهمها في ترينتينو وفريولي وفينيتسيا جوليا واستريا وبعض المدن في دالماسيا، وهي منطقة تضم بين 6-7 مليون شخص. على الرغم من أنه يشار إليها على أنها لهجة إيطالية حتى من قبل المتكلمين بها فإنها كغيرها من اللهجات الإيطالية الأخرى هي لغة شقيقة للغة الوطنية وليس فرعاً أو مشتقة منها. تنتمي اللغة الفينيشية جزئياً فقط إلى المجموعة الإيطالية الشمالية ضمن اللغات الرومانسية.